# Dolores Wintersberger-Wyss
Dolores Helena Wintersberger-Wyss (* 6. Februar 1946 in Zürich; † 6. Oktober 2005 in Walbourg) war eine französisch-schweizerische Künstlerin.

## Leben
Dolores Wintersberger-Wyss wurde als erstes Kind des Schweizer Ingenieurs Walter Wyss und Dora Ida Ernst, einer Schneiderin für Haute Couture geboren. Einen Teil ihrer Jugend verbrachte sie in katholischen Internaten in Luzern und der Westschweiz. Sie hatte einen Bruder und zwei Schwestern.
Nach ihrer Schulzeit zog sie nach Luzern und wurde die Freundin des Graphikers und Künstlers Joseph Ebinger, mit dem sie zeitlebens eng verbunden blieb. Sie begann als Künstlerin und Fotografin zu arbeiten. In Luzern lernte sie Joseph Beuys kennen, bei dem sie 1968 als Meisterschülerin ein sechssemestriges Studium an der Kunstakademie Düsseldorf begann. In Düsseldorf begegnete sie Mario Merz, mit dem sie eine jahrelange Beziehung führte. Zusammen mit der Bildhauerin Inge Mahn wohnte sie an der Kirchstrasse in Düsseldorf.
Nach dem Studienabschluss erhielt sie von der Stadt Zürich ein Stipendium für ein Atelier im Tessin. An ihrer Ausstellung bei Max Hetzler in Stuttgart lernte sie 1981 den Maler Lambert Maria Wintersberger kennen, den sie 1986 heiratete.

## Werk
Ihre Arbeitsbereiche waren die Fotografie, Videokunst, Performances, Malerei und Texte. Sie machte Aktionskunst und war Teil der Fluxusbewegung. Leben und Kunst war für sie eine Einheit. Ihr Werk war stark von der Pop Art beeinflusst. Ein wichtiges Thema war ihr das Fliegen. Das Feder-Motiv zog sich durch alle Medien, mit denen sie arbeitete. Aber auch die Musik – allen voran die Oper – inspirierte Dolores Wintersberger-Wyss zur künstlerischen Auseinandersetzung. Dazu gehörten die Parodie auf Salome oder die Installation mit rosa Neonröhre und Geige, die die Staatsgalerie Stuttgart ankaufte. „Ihre Arbeiten sind von Anfang an bemerkenswert eigenständig.“

## Ausstellungen
- 1966: Kunstmuseum Luzern, Luzern
- 1969: Col-Art-painting Zürich-Biel-Bienne, Milano
- 1969: Col-Art-painting Basel
- 1970: Universität Basel – „Pro Domo“
- 1971: Kölner Kunstmesse, Kölner Neumarkt
- 1972: New York, Street-Performance
- 1973: Kunstmuseum Luzern
- 1973: Tell 73, Helmhaus Zürich
- 1974: Kunsthalle Basel
- 1975: Galerie am Mühleplatz, Luzern
- 1975: Galerie Lucio Amelio, Neapel
- 1976: Frankfurter Kunstverein, Frankfurt
- 1977: Galerie Arno Kohnen, Düsseldorf
- 1979: Galerie Kiki Maier-Hahn, Düsseldorf
- 1980: Galerie Max Hetzler, Stuttgart
- 1980: Folkwang Museum, Essen
- 1981: Galerie Kiki Maier-Hahn, Düsseldorf
- 1981: Galerie Max Hetzler, Stuttgart
- 1983: Kölnischer Kunstverein, Köln
- 1983: Neue Nationalgalerie, Berlin
- 1985: Neue Staatsgalerie, Stuttgart
- 2003: Staatsgalerie Stuttgart, Stuttgart
- 2006: Staatsgalerie Stuttgart, Stuttgart
- 2016: Galerie Kiki Maier-Hahn, Düsseldorf[2]
- 2022: Staatsgalerie Stuttgart: Hyperimage Sammlung Rolf H. Krauss[3]

## Sammlungen
- Sammlung Rolf H. Krauss in der Staatsgalerie Stuttgart
- Museum Folkwang, Essen
- Rolf H. Krauss
- Museum Bochum, Sammlung Helmut Klinker, Bochum

## Filme
- Nicole Pallecchi: Dolores Helena Wyss Wintersberger – Künstlerin und Muse. 2021. Dokumentation, 18 Minuten. Zur Ausstellungseröffnung „Hyperimage“ in der Staatsgalerie Stuttgart, 6. Oktober 2022